# 西相生駅
西相生駅（にしあいおいえき）は、兵庫県相生市千尋町にある、西日本旅客鉄道（JR西日本）赤穂線の駅である。

## 歴史
- 1951年（昭和26年）12月12日：国鉄赤穂線相生駅 - 播州赤穂駅間開通時に開設[2]。
- 1980年（昭和55年）10月1日：荷物扱い廃止[3]。
- 1987年（昭和62年）4月1日：国鉄分割民営化に伴い、JR西日本の駅となる[3]。
- 1997年（平成9年）3月8日：JR神戸線標準接近メロディ「さざなみ」導入[4]。
- 1998年（平成10年）12月2日：自動改札機設置、使用開始[5]。
- 2003年（平成15年）11月1日：ICカード「ICOCA」が利用可能となる。簡易型自動改札機で対応。
- 2024年（令和6年）
  - 11月30日：出札窓口の営業を終了[6][7]。
  - 12月1日：終日無人化[6][7]。

## 駅構造

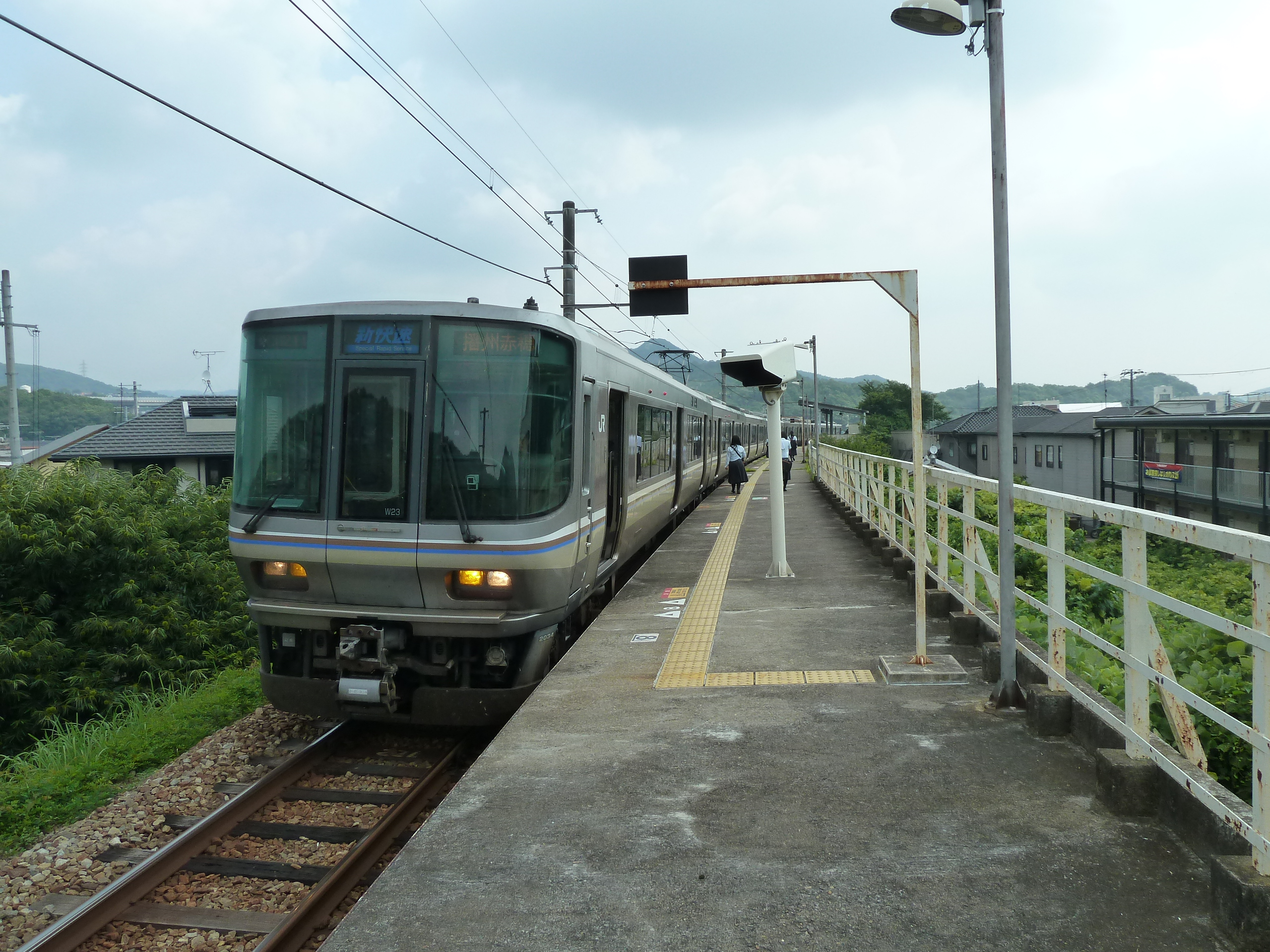
ホーム（2012年7月）

播州赤穂方面に向かって左側に単式ホーム1面1線のホームを有する地上駅（停留所）。
ICOCAのチャージに対応している一方、高額紙幣が使用できない簡易型自動券売機と、簡易型自動改札機を設置。

## 利用状況
「兵庫県統計書」によると、2023年（令和4年）度の1日平均乗車人員は787人である。
近年の1日平均乗車人員の推移は以下の通り。
| 年度   | 1日平均 乗車人員 |
| ------ | ---------------- |
| 1995年 | 1,131            |
| 1996年 | 1,080            |
| 1997年 | 1,014            |
| 1998年 | 999              |
| 1999年 | 1,011            |
| 2000年 | 955              |
| 2001年 | 898              |
| 2002年 | 834              |
| 2003年 | 789              |
| 2004年 | 775              |
| 2005年 | 785              |
| 2006年 | 809              |
| 2007年 | 847              |
| 2008年 | 875              |
| 2009年 | 887              |
| 2010年 | 871              |
| 2011年 | 855              |
| 2012年 | 842              |
| 2013年 | 873              |
| 2014年 | 853              |
| 2015年 | 880              |
| 2016年 | 890              |
| 2017年 | 911              |
| 2018年 | 901              |
| 2019年 | 867              |
| 2020年 | 740              |
| 2021年 | 749              |
| 2022年 | 762              |
| 2023年 | 787              |

## 駅周辺
相生湾に向けての谷間の中にある駅で、住宅が密集している。
- 兵庫県立相生産業高等学校
- 相生湾
- 国道250号
- 山陽自動車道
- IHI相生工場

## 隣の駅
西日本旅客鉄道（JR西日本）
 赤穂線（姫路方面は全列車  山陽本線直通）
■新快速・■普通（普通列車は明石駅からは快速）
相生駅 - 西相生駅 - 坂越駅